# Definição circular

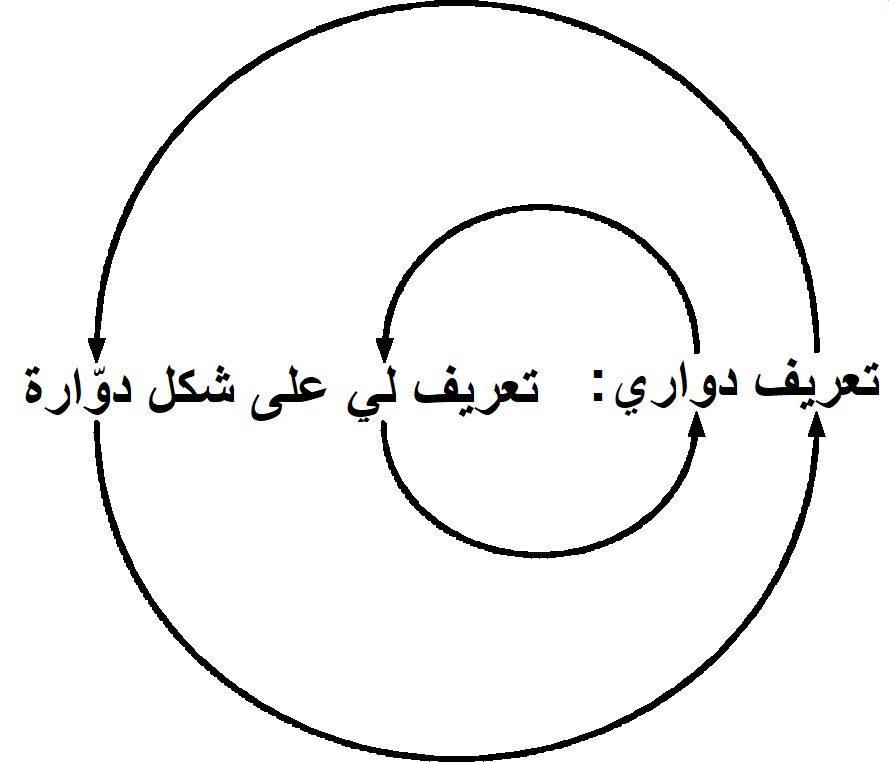
Modelo de definição circular

Uma definição circular é aquela que presume um entendimento prévio do termo que está sendo definido. Ao usar o termo que está sendo usado como parte da definição, uma definição circular não fornece qualquer informação nova ou útil; ou o público-alvo já conhece o significado do termo, ou a definição é deficiente ao incluir o termo a ser definido na própria definição.

## Exemplos
- O dicionário Webster, edição 2007, define "colina" e "montanha" desta forma:
  - Colina - "1: uma elevação natural de terra geralmente redonda menor do que uma montanha"[1]
  - Montanha - "1a: massa de terra que se projeta conspicuamente acima de seus arredores e é maior do que uma colina"[2]